# Aral AG
Aral AG (anteriormente Veba Öl AG) é uma empresa petrolífera alemã fundada em 1898 como Westdeutsche Benzol-Verkaufs-Vereinigung GmbH (Corporação de Comercialização de Benzeno da Alemanha Ocidental). Atualmente, a empresa pertence ao conglomerado britânico BP, depois de ter sido comprada em 2002.
A marca de postos de gasolina Aral está presente na Alemanha e em Luxemburgo, mas anteriormente estava presente na maioria dos países da Europa Ocidental e Central.

## História
A marca Aral foi introduzida em 1924 e é uma junção das palavras alemãs "Aromaten" e "Aliphaten", em alusão aos componentes aromáticos e alifáticos encontrados na gasolina, respectivamente. om cerca de 2.400 postos de gasolina em operação, a Aral é líder de mercado na Alemanha
Em 15 de julho de 2001, a Deutsche BP AG concordou em adquirir 51% da Veba Öl AG. A aquisição foi concluída em 1º de fevereiro de 2002. O nome da marca Aral foi mantido e 650 postos de gasolina da BP na Alemanha passaram a se chamar “Aral". Seis postos de gasolina com a marca BP permaneceram em operação na Alemanha para proteger os direitos da empresa sobre o nome. Em outros lugares, na Polônia e na Áustria, os postos Aral se tornaram postos BP. As mudanças da Aral em outros países foram vendidas. O slogan da Aral é “Alles super”.
A BP comprou a rede em 2002 como parte de um acordo maior com o grupo alemão de energia E.ON EONGn.DE.

## Atividades corporativas
Aral tem cerca de 2.400 postos na Alemanha.

## Produtos

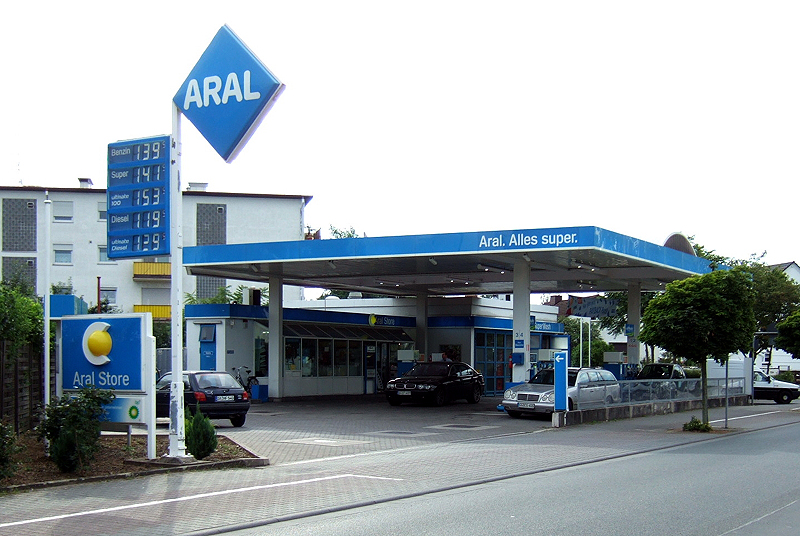
Um posto de gasolina Aral (2007)

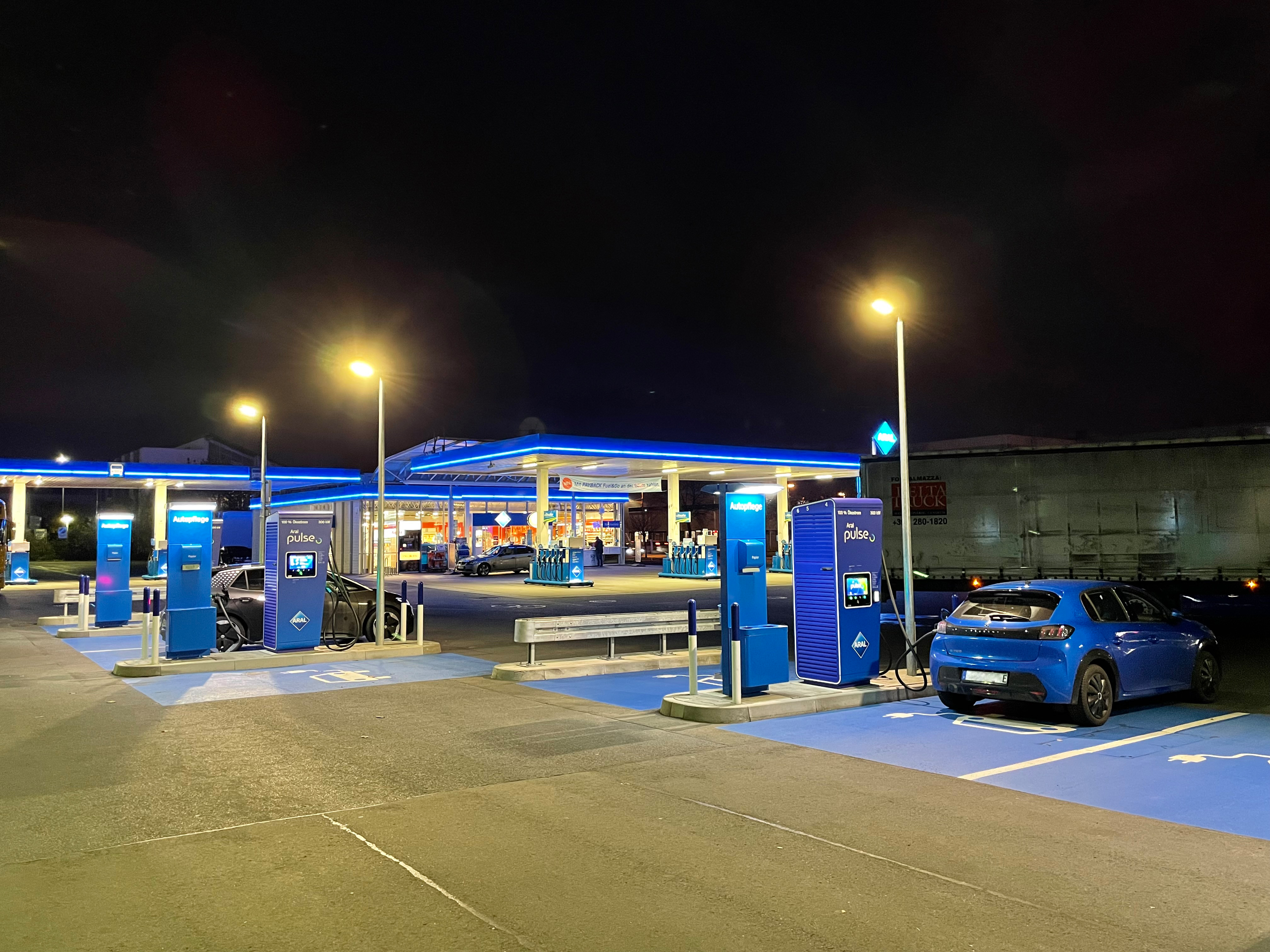
Estações de carregamento Aral Pulse em frente a um posto de gasolina Aral (2021)

A Aral vende vários produtos petrolíferos: além da gasolina clássica, óleo diesel e lubrificantes, também vende gás natural, gás liquefeito de petróleo, como propano ou butano, hidrogênio líquido e gasoso e óleo de aquecimento.
Muitos postos de gasolina da Aral também vendem outros itens com o nome de loja de conveniência “Aral Store”. Durante as décadas de 70 e 80, o nome da marca usado era frequentemente “Aral Boutique”. Atualmente, muitas lojas têm um PetitBistro. Alguns postos também oferecem serviços de lava-jato com o nome Ultimate SuperWash.
Para empresas, a Aral oferece diferentes tipos de cartões de combustível: Aral CardKomfort para pequenas empresas, Aral CardPlus para empresas maiores e Aral CardTruck com serviços adicionais relacionados a caminhões.
Em um estudo de clientes sobre a qualidade das ofertas e do serviço em postos de gasolina realizado pela Deutsche Gesellschaft für Verbraucherstudien (DtGV, Associação Alemã para Estudos de CS) em cooperação com a N24, a Aral ficou em terceiro lugar, atrás da Q1 e da OIL!.

## Parcerias comerciais automotivas e de motocicletas
A Aral AG é um combustível oficial recomendado a longo prazo por várias marcas do Grupo Volkswagen (incluindo Volkswagen, Audi, Lamborghini, SEAT e Škoda), Ford, Jaguar Land Rover, Mazda, Renault (incluindo Alpine e Dacia) e Volvo para automóveis, bem como MAN para caminhões e ônibus na Alemanha. A Aral AG também é um combustível oficial recomendado a longo prazo pela Triumph para motocicletas na Alemanha.

## Automobilismo
A Aral AG foi uma varejista oficial de combustível de longo prazo e loja de conveniência da série de corridas de carros de turismo Deutsche Tourenwagen Masters de 2005 a 2020.